# José Arróspide
José Arróspide (Callao, Perú; 9 de junio de 1934 - 8 de setiembre de 2022) fue un exfutbolista peruano. Desempeñó como defensa, desde las inferiores del Club Atlético Chalaco, donde después debutó.

## Trayectoria
Se inició en los calichines del Club Atlético Chalaco. Participó en el campeonato de 1949 organizado por el presidente Manuel Odria, donde salió Campeón. Luego pasó a ser jugador del primer equipo del Club Atlético Chalaco, donde fue subcampeón en 1957 y 1958. Fue preseleccionado por Marcos Calderón.
En 1960 viajó a Estados Unidos contratado por el Club Escocés, para también estudiar y graduarse de DT. Convirtiéndose posteriormente en un destacado jugador de Bochas, integrando el equipo peruano que quedó en 6.º lugar a Nivel Mundial. En esa labor dirigencial fue Presidente de la Federación Peruana de Bochas y vocal de Bochas del Club de Tiro de Bellavista.

## Clubes
| Club             | País           | Temporada |
| ---------------- | -------------- | --------- |
| Atlético Chalaco | Perú           | 1955-1959 |
| Club Escocés     | Estados Unidos | 1960      |
| Club Perú        | Estados Unidos | 1963      |
| Scotch Club      | Estados Unidos | 1965      |